# 沢田駅
沢田駅（さわだえき）は、宮城県石巻市沢田字沢田にある、東日本旅客鉄道（JR東日本）石巻線の駅である。

## 歴史
- 1939年（昭和14年）10月7日：石巻線の石巻駅 - 女川駅間の延伸に伴い開業[2][3]。当時は上下列車が交換可能の有人駅で荷扱いも行っていた[2]。
- 1962年（昭和35年）10月1日：小口扱い貨物および荷物の扱いを廃止[3]。無人化。
- 1987年（昭和62年）4月1日：国鉄分割民営化により、JR東日本の駅となる[3]。
- 2011年（平成23年）3月11日：東北地方太平洋沖地震とそれに伴う大津波の影響により、全線で不通となる。地震で地盤沈下が起きたため、駅一帯は満潮時に線路が冠水状態となった。
- 2013年（平成25年）3月16日：渡波駅 - 浦宿駅間復旧により、営業を再開[4][5]。
- 2016年（平成28年）8月6日：仙石東北ラインの一部列車が直通運転を開始し、停車駅となる[6]。
- 2024年（令和6年）10月1日：えきねっとQチケのサービスを開始[1][7]。

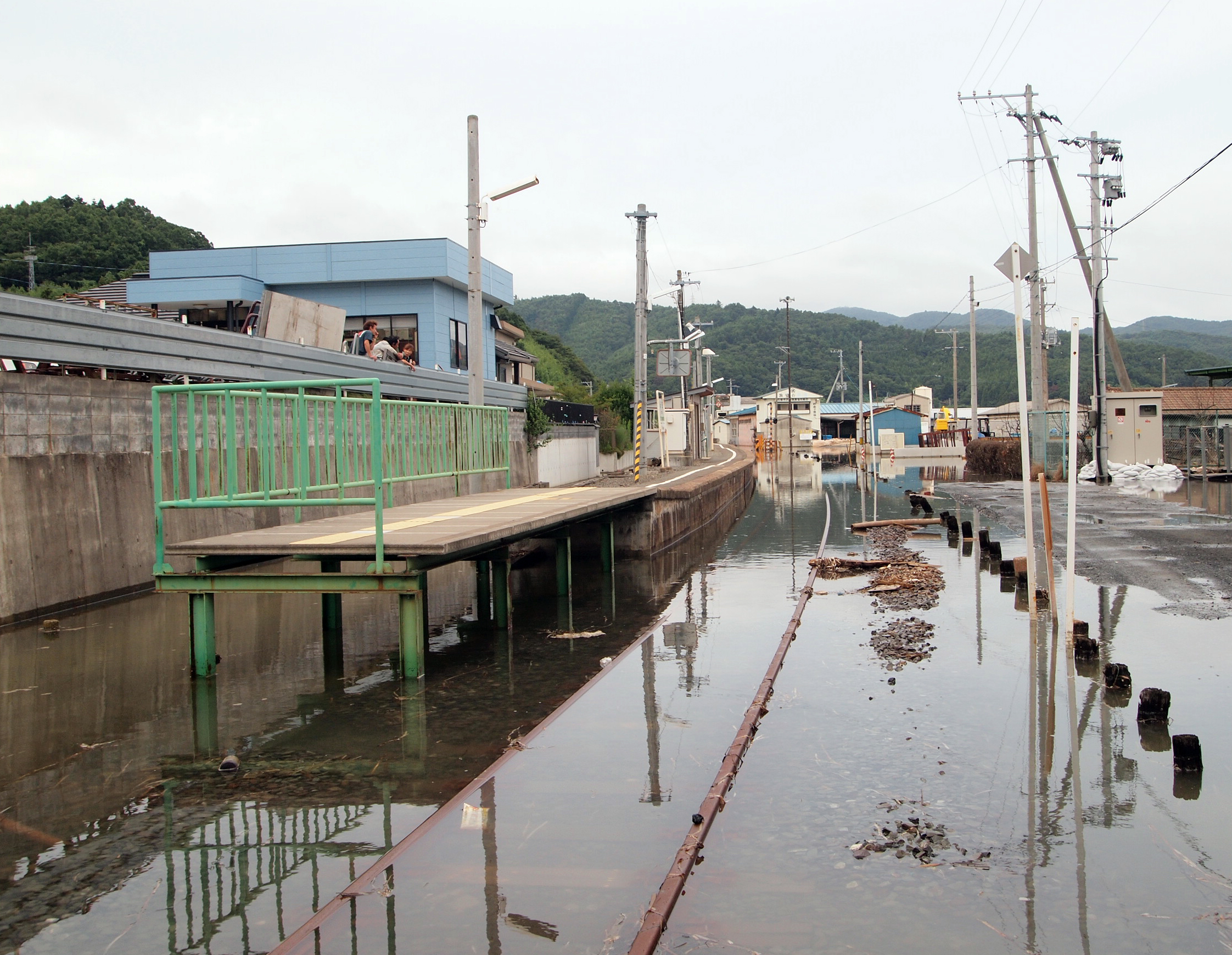
震災後の様子（2011年8月）

## 駅構造
単式ホーム1面1線を有する地上駅である。
小牛田統括センター（石巻駅）管理の無人駅で、設備はベンチだけの小さな待合室と駅入口に運行情報やお知らせを流す案内表示器が設置されている。

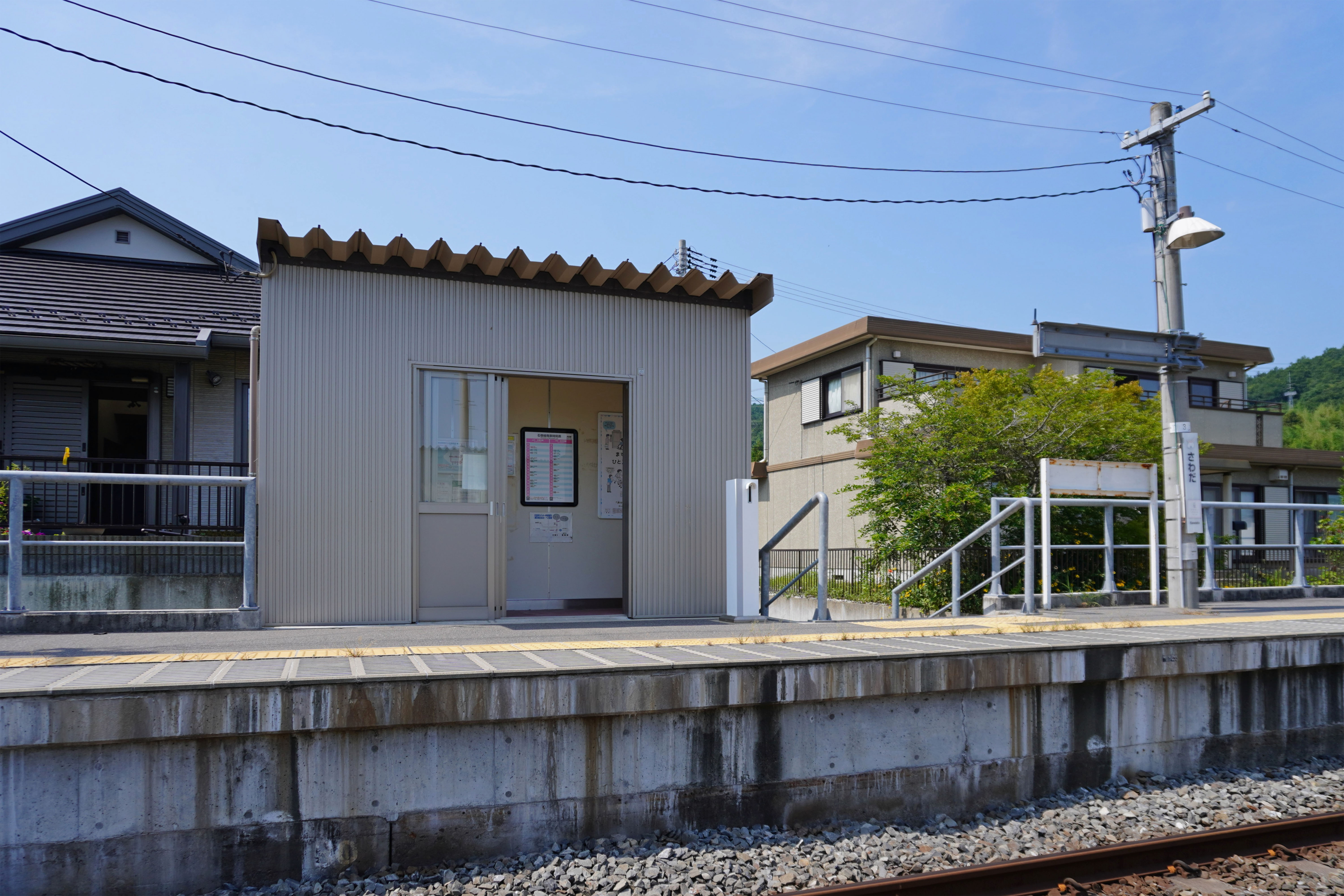
待合室外観（2023年7月）
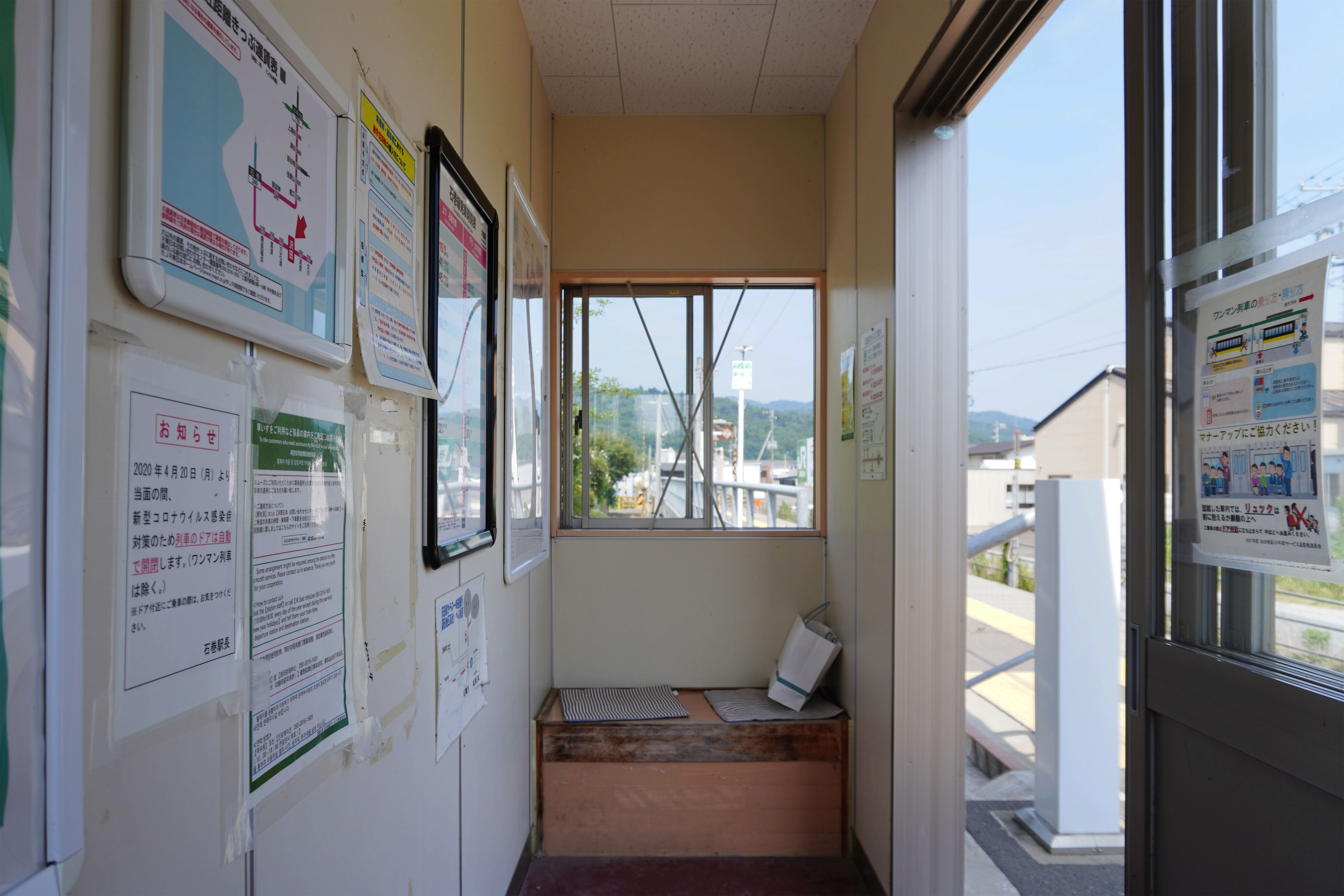
待合室内（2023年7月）
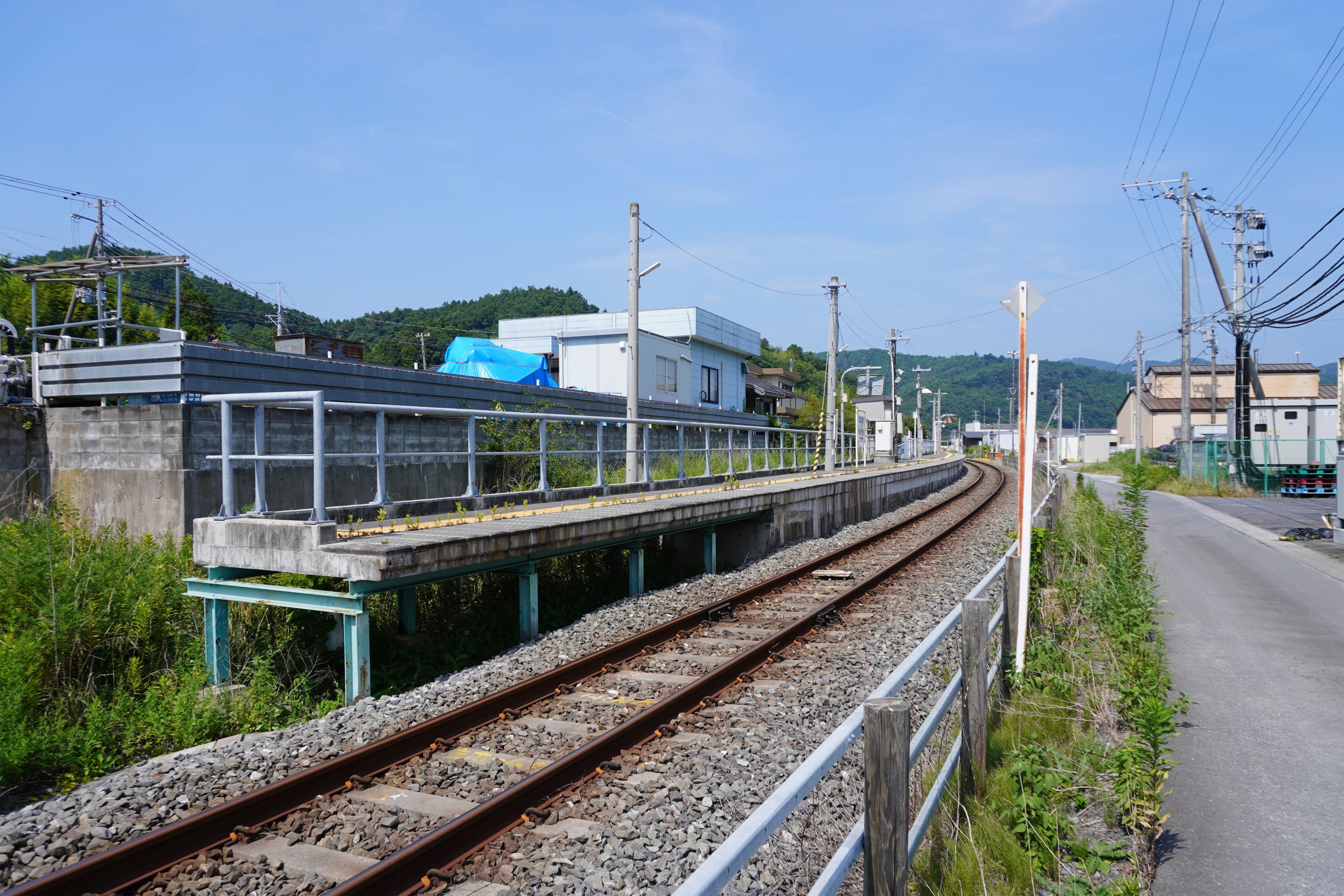
ホーム（2023年7月）

## 駅周辺
- 石巻地区漁業協同組合沢田支所
- 万石浦
- イオン石巻東ショッピングセンター
- 国道398号（女川街道）
- 宮城県道234号稲井沢田線
- 鹿島神社
- ミヤコーバス「沢田駅前」停留所

## 隣の駅
東日本旅客鉄道（JR東日本）
■石巻線・■■仙石東北ライン
■快速（赤快速）・■普通
万石浦駅 - 沢田駅 - 浦宿駅